# Горки
Го́рки (біл. Го́ркі) — місто в Білорусі, адміністративний центр Горецького району Могильовської області. Населення 34 тисячі чоловік (2004).
Розташоване на річці Проня.

## Відомі особистості
- Коссович Петро Самсонович (1862—1915) — агрохімік і ґрунтознавець
- Матвєєв Олексій Миколайович (1930—1995) — радянський український художник по гриму.